# ژالتیرسور
ژالتیرسور (انگلیسی: Zhaltyrsor) یک دریاچه در استان قوستانای کشور قزاقستان است.